# Antonio Lombardo

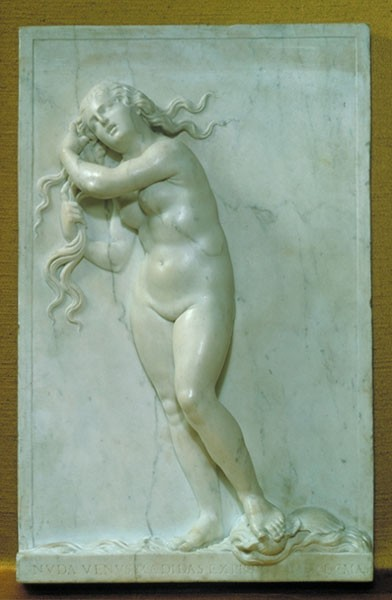
Londra - Victoria and Albert Museum - Venere Anadiómena (1516).

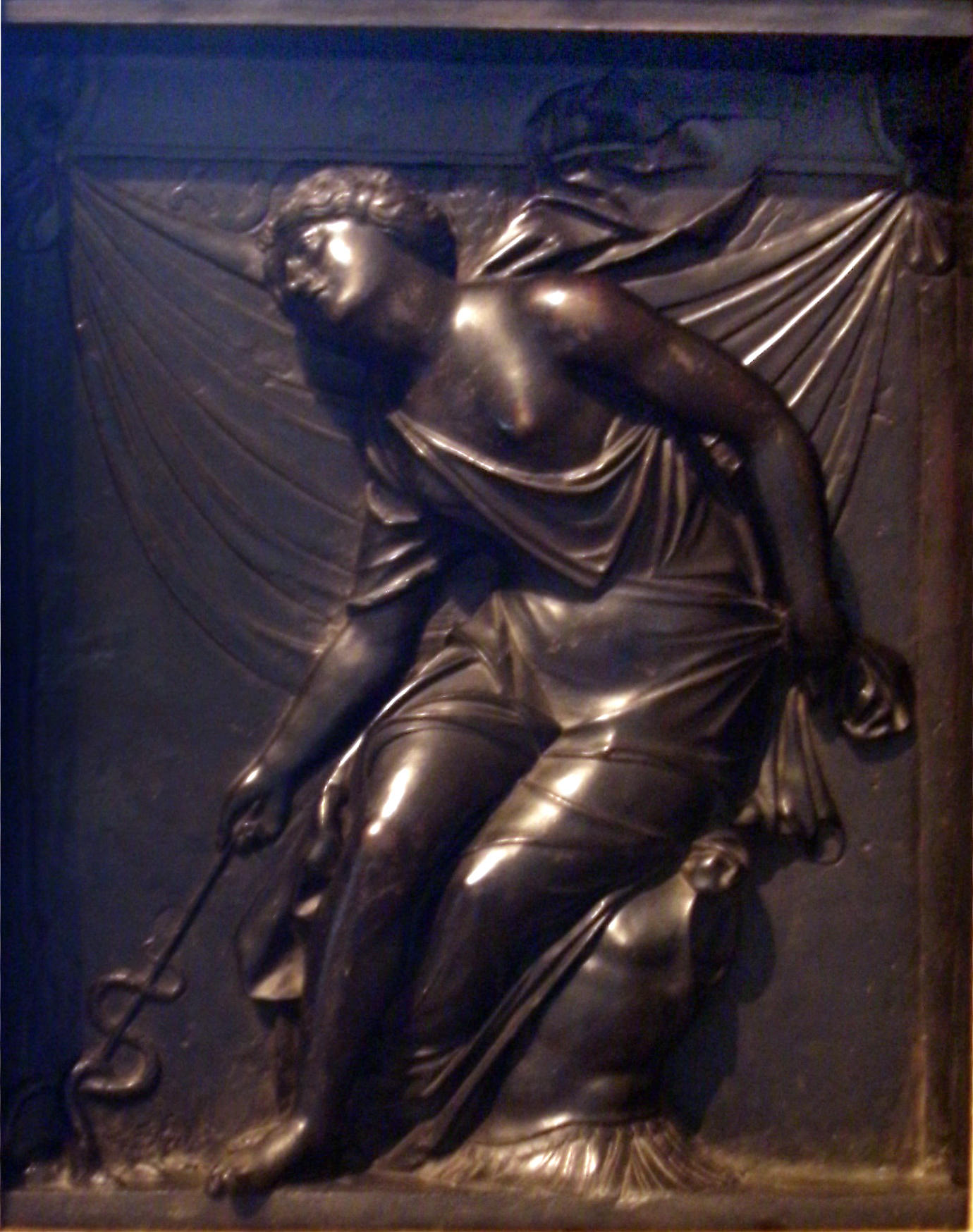
La Pace afferma il suo regno.

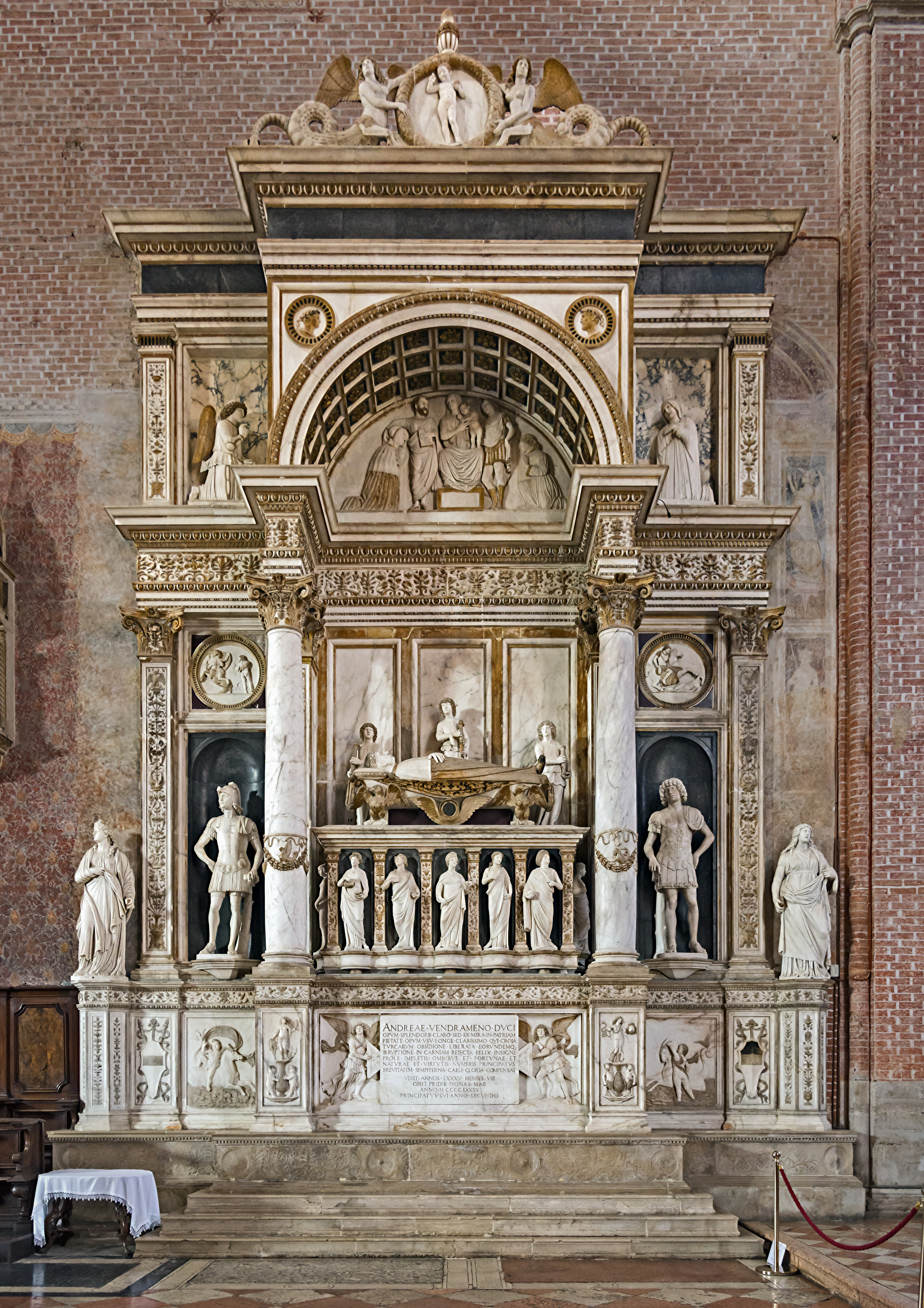
Venezia - Basilica dei santi Giovanni e Paolo - Monumento funebre del doge Andrea Vendramin.

Antonio Lombardo (Venezia, 1458 – Ferrara, 1516) è stato uno scultore e architetto italiano, figlio di Pietro e fratello minore di Tullio.

## Biografia
Luogo e data di nascita sono controversi ma si sa che era più giovane di Tullio. La sua attività principale si svolse nella bottega della famiglia Lombardo a Venezia, con il padre e il fratello.

### Treviso
Nel 1484 ne viene segnalata la presenza a Treviso nel duomo, dove collaborò con il padre per la realizzazione del Monumento al vescovo Zanetto da Udine e dove probabilmente si occupò delle decorazioni del sarcofago. Inoltre, sempre nella cattedrale cittadina, aiutò il padre nel completamento della Cappella del Santissimo Sacramento.

### Venezia
In contemporanea con i lavori che si svolgevano a Treviso, nel 1481 il padre Pietro ottenne la progettazione e la realizzazione sia della parte architettonica che delle decorazioni scultoree della chiesa di Santa Maria dei Miracoli a Venezia. I lavori si protrassero fino al 1489.

### Bergamo
Sempre lavorando nella bottega del padre, nel 1490 lavorò a Bergamo con altri membri della famiglia alla realizzazione delle statue per la cappella del condottiero Bartolomeo Colleoni, opera architettonica di Giovanni Antonio Amadeo. In particolare ad Antonio è attribuita l'immagine scolpita a tondo raffigurante San Giovanni Battista (in seguito perduta), mentre la statua raffigurante San Bartolomeo è attribuita al padre Pietro e quella raffigurante San Marco al fratello Tullio.

### Padova
Il 27 luglio 1500  assieme al fratello Tullio gli fu commissionata la realizzazione di alcuni altorilievi nella cappella dell'Arca nella Basilica di Sant'Antonio di Padova. Un primo modello in stucco fu esposto nella basilica già l'anno successivo per le celebrazioni della festa del Santo; probabilmente si tratta dello stesso modello che fece parte della collezione Gualdi di Vicenza fin dal 1605). In ogni caso il modello, che era uno dei primi esempi del classicismo che all'epoca stava prendendo piede a Roma ed in Toscana, ottenne un successo clamoroso; era concepito come se si trattasse di un altorilievo del periodo dell'impero romano e con una resa molto enuncita dei vari piani. Quest'opera fu additata a modello per il resto del ciclo degli altorilievi della cappella.
Antonio completò il suo lavoro nel 1503 con la raffigurazione di Sant'Antonio che dà voce a un neonato; si tratta di un episodio della vita del santo, quando questi induce un neonato a parlare per dire la virtù della madre, che era stata messa in dubbio dal marito geloso. L'opera è firmata ANTONII LOMBARDI O.P.F. ed è il suo primo lavoro come maestro indipendente.
Precedentemente nel 1501 ottenne anche la commessa di un secondo rilievo per la rappresentazione del Miracolo del cuore dell'avaro, un altro episodio della vita di sant'Antonio di Padova; sfortunatamente Antonio non riuscì a completare quest'opera, che venne realizzata dal fratello Tullio nel 1525, dopo la sua morte. In una collezione inglese è, però, conservato un disegno che potrebbe essere uno di quelli preparatori.

### A Ferrara
Antonio Lombardo si trasferì a Ferrara presso la corte estense dal 1506, anche se contatti vi furono anche parecchio tempo prima, come si deduce da un pagamento da parte della Camera ducale estense del 20 febbraio 1505; fu chiamato molto probabilmente da Ercole I d'Este, il quale morì poco dopo e quindi il Lombardo si trovò al servizio del successore, Alfonso I d'Este. Il Lombardo divenne uno dei principali artisti della corte ed iniziò a lavorare praticamente subito per la realizzazione delle decorazioni dei Camerini d'alabastro nella via Coperta che conduceva dal Castello Estense al Palazzo Ducale.
Gli altorilievi in marmo sono conservati per la maggior parte presso il Museo dell'Ermitage a San Pietroburgo. L'opera fu apprezzata immediatamente dagli artisti sui contemporanei, i quali ne lodarono il nitore degli altorilievi, che contrastava con il pavimento nero dello studiolo.
A questo periodo risala anche la Venere Anadiomene, ora conservata al Victoria and Albert Museum di Londra, che inaugura la felice serie dei rilievi di piccolo formato e di carattere mitologico.
Dalla moglie Adriana Vairà ebbe tre figli: Aurelio, Girolamo e Lodovico Lombardo, tutti e tre valenti scultori che collaborano con il padre negli ultimi anni.